# Tratados franco-monegascos

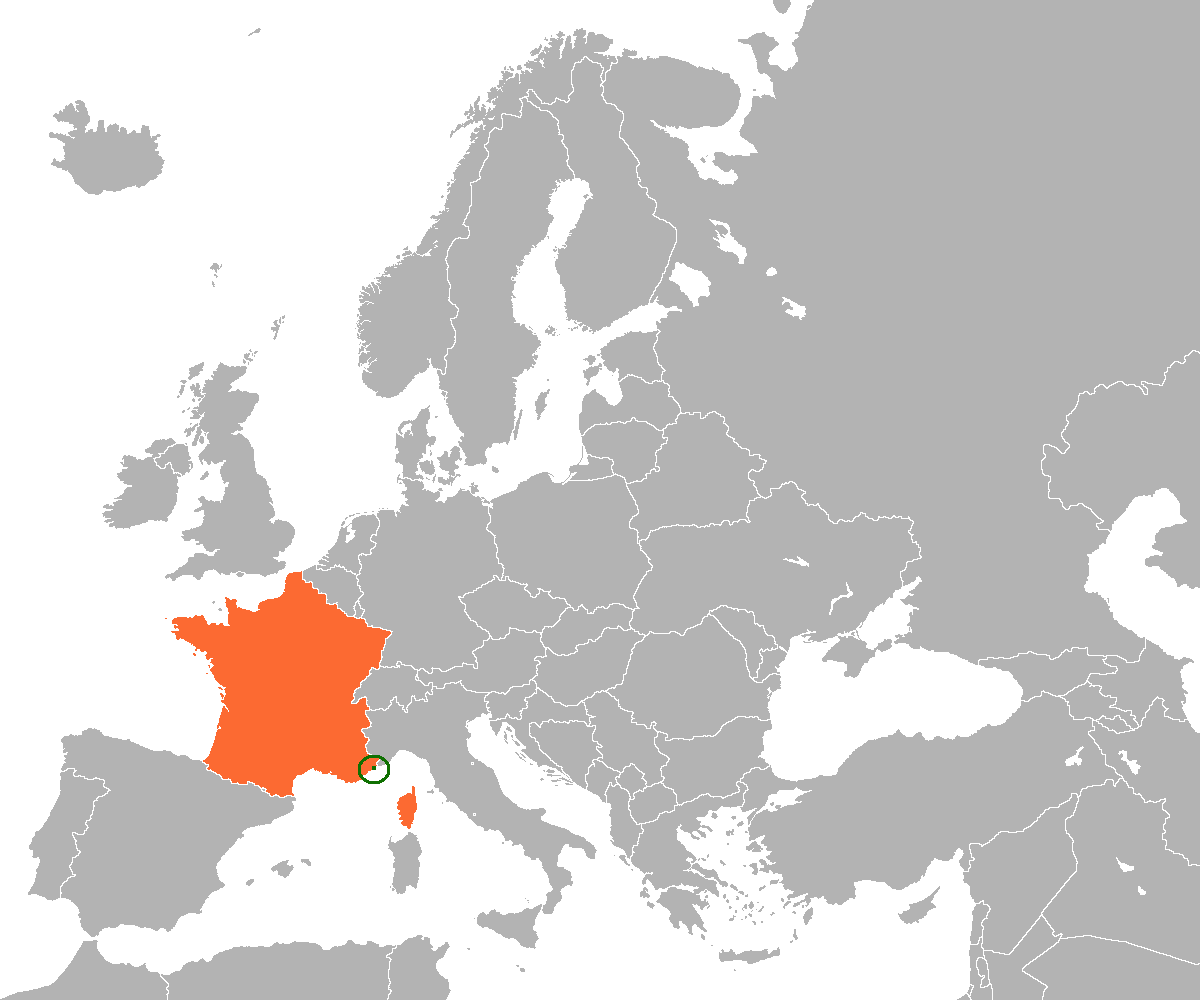

Los tratados franco-monegascos se refieren a tres acuerdos firmados por la República Francesa y el Principado de Mónaco:
- El primer tratado franco-monegasco fue acordado el 2 de febrero de 1861. Reconoce la independencia plena y la soberanía de Mónaco sobre su propio territorio —anteriormente, conforme al Congreso de Viena de 1815, Mónaco era un protectorado de Italia—.
- El segundo tratado fue firmado el 17 de julio de 1918 debido a una crisis de sucesión cerca del final de la Primera Guerra Mundial.[1] Para la época, el heredero al trono monegasco no tenía hijo legítimo alguno, lo que abría la posibilidad de que sus primos alemanes accedieran al trono —lo cual era inaceptable para Francia, que estaba en guerra con el Imperio alemán—.[2] Por medio de él se estableció que, en caso de que el príncipe monegasco no tuviese hijos legítimos, Mónaco se integraría en Francia.
- El tercer tratado fue suscrito el 24 de octubre de 2002. Este tratado se refiere a las cuestiones de soberanía que fueron establecidas en la revisión la constitución de Mónaco de 2002. Bajo las revisiones constitucionales, aprobadas según el tratado, solo un miembro de la Familia Grimaldi puede asumir el trono, resolviendo por tanto las preocupaciones francesas de 1918.[3] Con este último tratado se elimina la posibilidad de anexión a Francia en caso de no haber un hijo heredero. En 2005, fue ratificado por ambas partes y entró en vigor. Los términos del tratado actualizan la representación de Francia en Mónaco, de Consulado General a la de una embajada y transfieren a Mónaco, por primera vez, la capacidad de acreditar e intercambiar embajadores con otros países extranjeros (hasta entonces era Francia quien ejercía por delegación del príncipe monegasco está competencia).